# دور السيدات (فلم)
دور السيدات (بالإنجليزية: Ladies' Turn)، هُو فيلم وثائقي سنغالي روسي صدر سنة 2012 وأخرجته Hélène Harder.

## وصلات خارجية
- مقالات تستعمل روابط فنية بلا صلة مع ويكي بيانات